# Mervale
Mervale est un roman de Jean Rogissart publié en 1937 aux éditions Denoël. Il reçoit la même année le prix Renaudot.

## Historique
Ce roman de Jean Rogissart, est préfacé par Charles Braibant, et vaut à son auteur en 1937 le prix Renaudot,. Ce titre, Mervale, est inspiré de Mérale, hameau de Guignicourt-sur-Vence, selon l'éditeur.

## Résumé
L'héroïne s'appelle Mourette. C'est une petite fille abandonnée par ses parents et trouvée sur un tas de fumier par Firmin, un vannier, l'autre héros de cette histoire. Mervale est un hameau où se situe ce récit, dix maisons. Cette petite fille est adoptée par un couple, Miborgne et son mari Joseph. Par contre, dès qu'elle est en âge de travailler, Mourette va dans les forêts, nourrit les bêtes, sous les yeux des villageois qui médisent à son propos. Un seul, Firmin, continue de la protèger et de la défendre. Ce Firmin,  qui vit avec sa sœur, a fait la Première Guerre mondiale et est revenu changé de sa captivité en Allemagne. Mourette est libre: elle est l'objet de médisances, travaille dur et n'aime personne. Jusqu'au jour où un peintre parisien s'installe pour les vacances et la prend comme femme de ménage.Il suscite en elle l'envie de quitter Mervale.

## Éditions
- Mervale, éditions Denoël, 1937.